# Wilchard von Lyon
Wilchard von Lyon, auch Wikard von Lyon und Guichard von Lyon (* vor 1087 in Besançon; † 1112 in Lyon) war ein lateinischer Dichter.

## Leben
Nach einer Tätigkeit für den Simonisten-Jäger und päpstlichen Legaten Hugo von Burgund um 1078 wurde Wilchard Kanoniker in Lyon (etwa 1080 bis 1112).
Im Sinne Hugos und des Reformpapstes Gregors VII. thematisierte Wilchard um 1080 auf plakative Weise Missstände, wie zum Beispiel die Simonie, bei den geistlichen Orden, die er in einer lateinischen Verssatire aus mehrfach rein gereimten, spondeenfreien und daher besonders rezeptionsfreundlichen Hexametern geißelte. Sie gilt als eine der bedeutenden und auch besonders stark rezipierten Dichtungen des Investiturstreits. Ein Textbeispiel für die ohrgängige Reimtechnik und die ‘hyperkorrekten’ Hexameter ohne Spondeen (Verse 13–14): „Ordo monasticus ecclesiasticus est sine sensu / (a)estimat omnia spiritualia divite censu“.

## Rezeption
Wilchards im Stile der Zeit titelloses Gedicht wurde handschriftlich stark verbreitet, teilweise anonym oder unter anderen Verfassernamen. Es wurde bisweilen erweitert, unter anderem durch ein Proömium, nach dessen erster Zeile es manchmal zitiert wird als Sacrilegis monachis emptoribus ecclesiarum. Außerdem wurde es für Bernhard von Morval das explizit genannte Vorbild seiner ihrerseits weit verbreiteten und jahrhundertelang viel gelesenen Großsatire (knapp 3000 Verse) De Contemptu mundi.

## Werkausgaben
Wilchards Verssatire erschien als anonyme Dichtung 1557 in einer Sammlung Varia doctorum piorumque virorum De corrupto ecclesiae statu poemata in Basel, herausgegeben von Matthias Flacius Illyricus (= Matthias Frankowitz), auf den Seiten 489 bis 491. Unter dem Namen eines Nicholaus wurde das Werk 1897 von Heinrich  Boehmer in den Monumenta Germaniae historica herausgegeben. Udo Kindermann veröffentlichte es unter dem wieder zugewiesenen Verfasser-Namen Wilchard in einer Darstellung mit dem Titel: Der Satiriker Wilchard von Lyon.